# 消除對婦女一切形式歧視公約
| 签署并批准 批准（加入或继承） 簽署並批准，未獲聯合國存放公约文書的政府 | 签署但未批准 未签署 |

《消除对妇女一切形式歧视公约》批准情况
签署并批准
批准（加入或继承）
簽署並批准，未獲聯合國存放公约文書的政府
签署但未批准
未签署

《消除對婦女一切形式歧視公約》（英語：The Convention on the Elimination of all Forms of Discrimination Against Women，CEDAW）是一項有關婦女權利的國際公約，全文共30條。聯合國在1979年12月18日的大會依第34/180號決議，通過該有關議案並開放給各國簽字、批准和加入生效，而依第二十七條第1項規定於1981年9月起生效。該公約確立規則，保障婦女在政治、法律、工作、教育、醫療服務、商業活動和家庭關係等各方面的權利。
這公約第1條，即對「對婦女的歧視」訂下一個通用的定義：「基於性別而作的任何區別、排斥或限制，其影響或其目的均足以妨礙或否認婦女不論已婚未婚在男女平等的基礎上認識、享有或行使在政治、經濟、社會、文化、公民或任何其他方面的人權和基本自由。」
該公約已有188個成員國。公約的成員國須承諾履行一系列的措施，終止一切形式對婦女的歧視，包括：
- 確保當地法制男女平等
- 設立機構有效保障婦女免受歧視
- 消除個人、組織、企業對婦女一切形式歧視
- 生育權的保障

## 消除對婦女歧視委員會
聯合國在條約通過後，成立消除對婦女歧視委員來監察《消除對婦女一切形式歧視公約》的落實，負責定期審查各成員國執行公約的進展。根據公約第18條，成員國有責任在公約對該國生效後一年內以及在以後至少每四年一次，就該國執行公約各項規定向委員會提出報告；而委員會也有權在審議報告後提出建議。委員會除了接受各成員國的政府報告外，也接受各非政府組織所提供的資料。《消除對婦女一切形式歧視公約任擇議定書》允许该委员会受理个人的申诉，或者主动调查“严重或有系统违反”《公约》的情况。

## 中国大陸與公約
1980年9月26日至29日，第五屆全國人民代表大會常務委員會第十六次會議舉行。會議批准了中國大陸政府簽署的《聯合國消除對婦女一切形式歧視公約》（對公約第29條第一款予以保留）。
早在1981年，香港前宗主國英國已為公約成員，其後於1996年10月14日，當時英國將條約引入香港。然而香港早於1995年宣佈條約適用香港。1997年，香港主權移交到中華人民共和國，而中華人民共和國政府同為締約國，故條約將繼續適用在香港。而香港就公約向聯合國的報告，會納入中華人民共和國的報告內。

## 臺灣與公約
2007年1月5日，立法院通過行政院函請審議的「消除對婦女一切形式歧視公約」，批准了公約（ratification）。總統陳水扁1月23日批准和簽署加入書，2月9日正式公布（promulgation）。行政院復通過「推動我國加入聯合國《CEDAW》」一案，由外交部聯合國工作小組委託諾魯、索羅門群島等國駐聯合國代表團，代為轉交批准書給聯合國祕書處，但在2007年3月下旬，聯合國秘書長潘基文援引聯合國大會2758 號決議，以中華人民共和國為中國在聯合國唯一合法代表為由，退回政府之加入書，拒絕存放（deposit）。
2009年提出CEDAW第1次國家報告，並邀請國際女權專家來台參與報告發表會。該場會議尚未建立起後來的報告審查制度，而屬諮詢性質。2011年5月20日，立法院通過《消除對婦女一切形式歧公約施行法》，明定CEDAW具國內法效力，同年6月8日總統馬英九公布，自2012年1月1日起施行（come into effect），每四年提出一次國家報告，並邀請專家來台審查。2013年12月提出第2次國家報告，並在隔年6月22日至25日邀請國際女權專家審查報告，提出35點結論性意見與建議。監察院國家人權委員會成立後，也在第4次國家報告中提出獨立評估意見。

## 外部連結
- 《消除对妇女一切形式歧视公约》全文（全部六种语言） （页面存档备份，存于）
- 各国签署情况 （页面存档备份，存于）
- 联合国大会决议原文（全部六种语言） （页面存档备份，存于）
- 消除對婦女一切形式歧視公約